# Karl Dönitz
Karl Dönitz (Grünau, 16 september 1891 – Aumühle, 24 december 1980) was een Duits marineofficier. Tijdens de Tweede Wereldoorlog was hij bevelhebber van de U-boten en later opperbevelhebber van de hele Duitse marine. Kort voor de Duitse capitulatie was hij de opvolger van Hitler als staatshoofd van nazi-Duitsland. Dit feit werd hem, samen met de onbeperkte duikbotenoorlog, tijdens het proces van Neurenberg zwaar aangerekend. Hij werd veroordeeld wegens oorlogsmisdaden.

## Loopbaan tot en met de Eerste Wereldoorlog
Dönitz trad in 1910 toe tot de Duitse Kaiserliche Marine.
Bij het uitbreken van de Eerste Wereldoorlog was hij officier op de SMS Breslau, een lichte kruiser die in de Middellandse Zee voer.
Meteen na het uitbreken van de oorlog Achtervolging van SMS Goeben en SMS Breslau wisten de Breslau en een ander Duits schip, de slagkruiser Goeben, aan een Britse achtervolging te ontsnappen naar Constantinopel, waar ze door Duitsland aan het Ottomaanse Rijk werden verkocht. Dönitz voer daarop formeel voor de Ottomaanse marine op de Breslau (omgedoopt tot Midilli), bij aanvallen tegen de Russische Zwarte Zeevloot.
In 1916 keerde hij op eigen verzoek naar Duitsland terug om overgeplaatst te worden naar de onderzeeërs. In februari 1918 kreeg hij voor het eerst het bevel over een U-boot.
Op 4 oktober 1918 voer hij met de onderzeeër UB 68 in de Middellandse Zee toen hij wegens technische problemen tijdens een gevecht (na enkele malen duiken was de perslucht op) zich genoodzaakt zag zijn onderzeeër te verlaten. Deze werd door geallieerd vuur tot zinken gebracht en Dönitz werd met zijn bemanning door de Britten gevangengenomen.
Terwijl hij in een krijgsgevangenenkamp in Engeland zat, formuleerde hij zijn zogenoemde Rudeltaktik, d.w.z. het belagen van een in konvooi varend schip door meerdere duikboten tegelijk. Hij kwam in 1919 vrij.

## Interbellum
Onder de Weimarrepubliek kon Dönitz blijven werken voor de zeer ingekrompen Duitse marine, onder meer als commandant van torpedoboten (het was Duitsland toen verboden om over onderzeeërs te beschikken).
Toen Duitsland - dat zich onder Adolf Hitler opnieuw fors bewapende - in 1935 door een akkoord met de Britten opnieuw het recht verkreeg onderzeeërs te hebben, kreeg Dönitz de opdracht het onderzeebootwapen uit te bouwen. Hij kweet zich enthousiast van zijn taak, maar de nieuwe Kriegsmarine was geen prioriteit voor het naziregime en bij het uitbreken van de Tweede Wereldoorlog beschikte Dönitz slechts over 57 duikboten, veel minder dan hij gepland had. Hiervan bevonden zich op dat moment 10 in de Oostzee, 21 in de Noordzee, 18 in de Atlantische Oceaan en was de rest nog niet uitgevaren.

## Tweede Wereldoorlog
Aan het begin van de Tweede Wereldoorlog kreeg Dönitz het bevel over de onderzeeboten van de Duitse marine. Dönitz wist deze onderafdeling uit te bouwen tot het effectiefste wapen van de marine. Hij gold als een groot strateeg, die met zijn U-boten de geallieerden in de Tweede Wereldoorlog grote verliezen wist toe te brengen.
Nadat grootadmiraal Erich Raeder zijn ontslag had aangeboden als opperbevelhebber van de Kriegsmarine, benoemde Hitler op 30 januari 1943 Karl Dönitz tot nieuwe opperbevelhebber en bevorderde hem tegelijk tot grootadmiraal. Dönitz had nu de handen vrij om de Kriegsmarine nog meer te richten op het U-bootwapen, dat had bewezen effectiever te zijn dan de kostbare kruisers en slagschepen van Raeder.
Niettemin hadden ook de U-boten hun beste tijd bijna achter de rug. In mei 1943 hadden de geallieerden hun U-bootbestrijding dermate verbeterd, dat de Duitse verliezen drastisch stegen en de duikboten tijdelijk teruggetrokken moesten worden van de Atlantische Oceaan. In dezelfde maand sneuvelde Dönitz' jongste zoon, een jaar later ook zijn andere zoon. Ondanks verhoogde duikbotenproductie en een kamikaze-achtige oorlogsvoering, werd het Duitse zee-overwicht niet meer herwonnen.

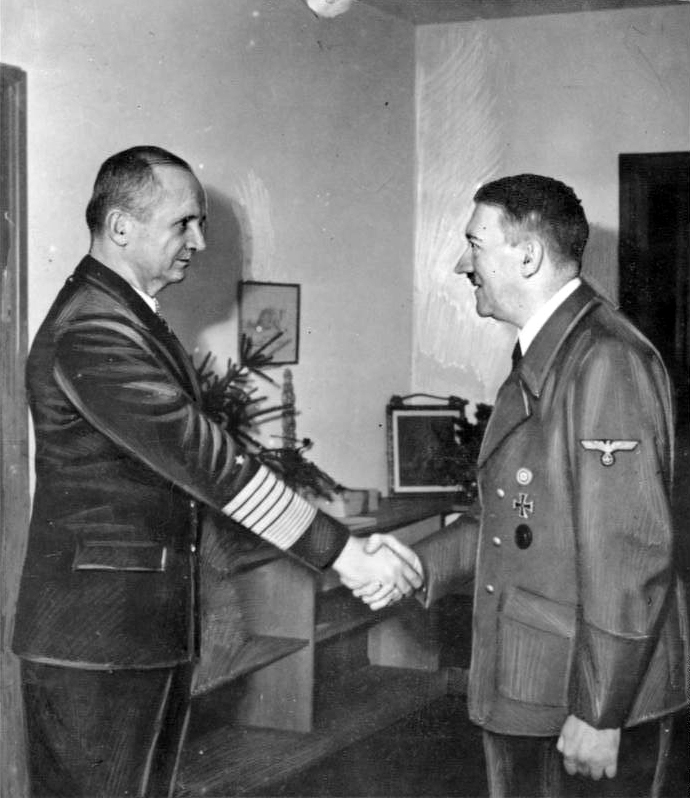
Dönitz begroet Hitler in de Führerbunker in Berlijn, voorjaar 1945, vlak voor zijn benoeming tot Hitlers opvolger.

### Opvolger van Hitler
Toen het Derde Rijk ineenstortte begaf Dönitz zich op 22 april 1945 naar Plön in Sleeswijk-Holstein. Daar moest hij van Hitler de strijdkrachten in het noorden van Duitsland organiseren voor een verdere strijd.
Nadat Hitler besloten had zelfmoord te plegen, stelde hij op 29 april 1945 in zijn Führerbunker in Berlijn een 'politiek testament' op waarin hij Dönitz benoemde tot Rijkspresident, opperbevelhebber van de Wehrmacht en minister van Oorlog. Hitler had zelf de titel van Führer gedragen maar Reichspräsident was de benaming voor het staatshoofd in de - toen formeel nog steeds geldende - grondwet van de Weimarrepubliek.
Dat Hitlers keuze op de grootadmiraal viel, was een totale verrassing. Hermann Göring was al sinds het begin van de oorlog de aangewezen opvolger van Hitler, maar hij viel kort voor Hitlers dood in ongenade, net als Heinrich Himmler, die als chef van de politie en de SS in feite de machtigste nazi was na Hitler.
Toen Hitler zich op 30 april het leven benam, werd zijn dood niet meteen bekendgemaakt. In de avond liet zijn secretaris Martin Bormann in een radiobericht aan Dönitz weten dat de Führer hem tot zijn opvolger had benoemd, maar zonder erbij te zeggen dat Hitler dood was. Pas de dag daarop - 1 mei - kreeg hij via een ander radiobericht uit de Führerbunker, afkomstig van Goebbels, te horen dat Hitler gestorven was en hijzelf in diens testament tot Rijkspresident was benoemd.
Een speciale koerier moest proberen een exemplaar van het testament uit het belegerde Berlijn naar Dönitz te brengen, maar dat lukte hem niet. Dönitz kreeg het testament nooit in handen. Wel heeft hij via hetzelfde radiobericht vernomen dat Goebbels tot nieuwe rijkskanselier was benoemd, maar Goebbels pleegde kort daarna ook zelfmoord, zonder dat Dönitz dat wist.
Dönitz maakte diezelfde avond het nieuws van Hitlers dood wereldkundig. Hij hield een radiotoespraak, waarin hij verklaarde dat hij de Duitse bevolking wilde redden van de bolsjewistische vijand (de Sovjet-Unie) en dat daarom de oorlog voortgezet werd.
De dag daarop, 2 mei, stelde hij in Plön een nieuwe regering aan, waar enkele van de meest omstreden nazi's uit werden verwijderd. Voor Heinrich Himmler, die nog altijd veel macht had - Dönitz wist niet dat Hitler hem afgezet had en hield een pistool verborgen toen hij Himmler in Plön ontmoette - was er in de regering geen plaats meer. Op 3 mei week Dönitz met zijn regering en de militaire leiding uit naar Flensburg in het uiterste noorden van Duitsland (vandaar 'Flensburgregering'), omdat de geallieerden snel oprukten.
Dönitz zond een aanbod voor gedeeltelijke capitulatie naar de Britse veldmaarschalk Montgomery, maar wilde tegelijk verder vechten tegen het Rode Leger. De geallieerden eisten echter een algemene, onvoorwaardelijke capitulatie. Dönitz zwichtte uiteindelijk. De capitulatie werd in de ochtend van 7 mei ondertekend en ging in tijdens de nacht van 8 op 9 mei.
Dönitz en zijn regering bleven nog een paar weken in Flensburg, zonder echte macht te kunnen uitoefenen. De geallieerden lieten hem voorlopig ongemoeid, zonder hem als staatshoofd te erkennen. Op 23 mei kwam daar een einde aan en werd hij met heel zijn gevolg gearresteerd.

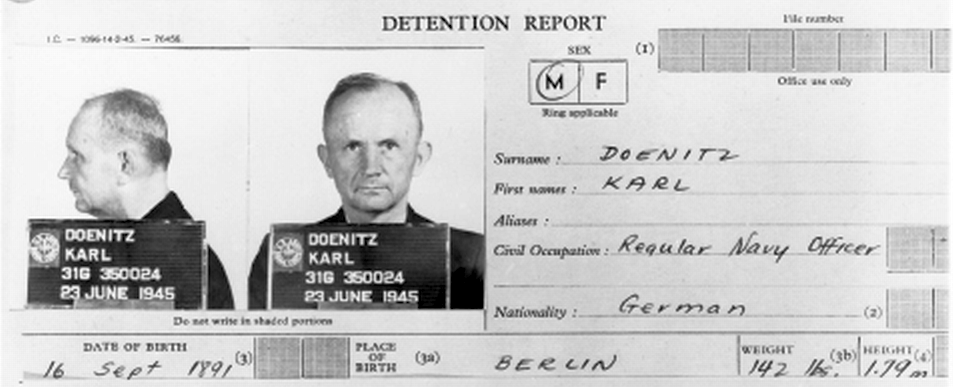
Dönitz na zijn arrestatie

## Berechting in Neurenberg
Karl Dönitz stond terecht tijdens het Proces van Neurenberg. Hij werd aangeklaagd op drie punten:
1. misdaden tegen de vrede
2. oorlogsmisdrijven
3. misdaden tegen de menselijkheid.

De volgende feiten speelden hierin de hoofdrol:
- De onbeperkte duikbootoorlog.
- Het in functie blijven nadat Hitler, woedend over schade toegebracht door Britse commando's, het bevel had uitgevaardigd dat iedere geallieerde commando, aangetroffen in bezet gebied, moest worden gedood, ook wanneer hij in uniform was of zich overgaf. (Dönitz bracht hier tegenin dat dit niet de marine betrof en dat de marine zich ook nooit aan deze oorlogsmisdaden schuldig had gemaakt.)
- Het feit dat 12.000 buitenlandse dwangarbeiders in de scheepswerven werkten en Dönitz hier niets tegen deed.

Enkele andere belastende feiten speelden een geringere rol in de uiteindelijke afweging:
- Toen Hitler Dönitz vroeg of de Geneefse Conventie niet verworpen kon worden om zo geallieerde krijgsgevangenen te kunnen straffen en Duitse soldaten te weerhouden zich over te geven, tekende Dönitz geen principieel bezwaar aan. Omdat aan Hitlers suggestie ten slotte geen uitvoering werd gegeven en Dönitz zich zelf jegens krijgsgevangenen aan de Conventie hield, woog dit punt niet zwaar mee.
- Het zogenoemde Laconia-bevel. In 1942 werd U-bootbemanningen opgedragen niet langer overlevenden van vernietigde schepen te redden, nadat eerder een U-boot bij een dergelijke reddingsactie was aangevallen (het Laconia-incident). Dit bevel werd niet meegewogen bij het rechterlijk oordeel, mede omdat de geallieerden ook geen overlevenden van hun aanvallen meer redden.

Dönitz werd ten slotte schuldig bevonden aan het plegen van misdaden tegen de vrede en het plegen van oorlogsmisdrijven maar vrijgesproken van misdaden tegen de menselijkheid. Hij werd veroordeeld tot tien jaar opsluiting, een straf die hij tot 1 oktober 1956 in de Berlijnse Spandaugevangenis uitzat. De veroordeling schiep een belangrijk precedent, omdat de gewezen admiraal door velen werd gezien als een 'soldaat die slechts zijn plicht deed', net als zijn geallieerde collega's. Dönitz meende zelf het slachtoffer te zijn van 'overwinnaarsjustitie', een begrip dat toentertijd algemeen was in Duitsland.

## Beeldvorming en leven na vrijlating
Na zijn ontslag uit de gevangenis trachtte Dönitz het beeld van de 'onpolitieke soldaat' uit te dragen, die voor de misdaden van het naziregime geen verantwoordelijkheid droeg. Hij zou onder andere niets hebben geweten van de massamoorden op de Joden en van de toestanden in de concentratiekampen. Toen Dönitz als kersverse president berichten ontving over misdaden in de kampen, wilde hij dat er onmiddellijk een onderzoek zou worden ingesteld - naar individuele overtreders, niet naar de organisatoren van de kampen. Ook trok hij het Nero-bevel in (op 2 mei 1945 voor Duitsland, op 6 mei 1945 voor de bezette gebieden) en schafte hij de Hitlergroet in het leger af.
In 1968 publiceerde hij zijn autobiografie Mein wechselvolles Leben. Daarin beschrijft hij zichzelf als een beroepsmilitair die zich van het nationaalsocialisme distantieerde. Hij zou tegen de Amerikaanse psychiater Leon Goldensohn verklaren dat Hitler iedereen opdroeg zich met zijn eigen zaken te bemoeien en dat zijn zaken de U-boten waren. Met andere woorden: van wat de anderen deden zou hij hoegenaamd niets geweten hebben. Hij zou integendeel na de verschrikkingen van de oorlog zijn uiterste best hebben gedaan om er op een waardige en beschaafde manier een eind aan te maken, daarbij roeiend met de riemen die hij had. Die 10 jaar gevangenisstraf die hij volledig moest uitzitten tot 1956 vond hij zelf te zwaar en een teken van 'overwinnaarsjustitie', een wraakneming van de geallieerden die hij het met zijn U-boten zo moeilijk had gemaakt.
Gedocumenteerde antisemitische uitlatingen en lofprijzingen op Hitler, door Dönitz gedaan tijdens de oorlog, spreken dit door hem geconstrueerde beeld echter tegen. Daarbij was Dönitz ook antimarxist. Er waren indicaties dat hij wel degelijk van de Jodenvervolgingen en concentratiekampen op de hoogte was. Zo was hij aanwezig bij de Poznańtoespraken, zij het dat niet is aangetoond dat hij de meest controversiële toespraken van Himmler heeft bijgewoond. Dönitz was sinds 1 februari 1934 lid van de NSDAP, niet slechts uit pragmatisme, maar ook uit overtuiging. Later dat jaar ontving hij het Gouden Ereteken van de NSDAP voor zijn loyaliteit aan de partij. Hij droeg sterk bij tot de verspreiding van de nazi-ideologie in de Duitse marine en mede hierdoor nam geen enkele marineofficier deel aan de samenzwering van 20 juli 1944 tegen Hitler. Na zijn laatste toespraak voor de Hitlerjugend stond Dönitz bekend als 'Hitlerbube' ('Hitlerjongetje'). Het was juist mede vanwege deze nazi-mentaliteit en zijn vasthoudende geloof aan de mogelijkheid van een Duitse eindoverwinning tot het laatst toe, dat Dönitz door Hitler tot zijn opvolger werd gemaakt.
Ook zouden er in de dagen tussen 1 en 8 mei 1945, toen Dönitz staatshoofd was en nog gezag uitoefende en dus verantwoordelijk was, misstanden hebben plaatsgevonden. Zo rekte hij het moment van de capitulatie waarbij hij aan de ene kant burgers en troepen de kans gaf naar het westen te trekken, maar aan de andere kant ook dagelijks nog duizenden aan het Oostfront sneuvelden. Deserteurs maar ook soldaten die per ongeluk van hun eenheid waren gescheiden of de fout begingen na de capitulatie van 4 mei naar huis te gaan in de veronderstelling dat de oorlog over was, werden opgepakt, berecht en geëxecuteerd door 'vliegende krijgsraden'. Ook werden, zelfs na de eindcapitulatie van 8 mei, nog mensen die kritiek op Hitler uitten geëxecuteerd wegens ´bezoedeling van diens nagedachtenis´. Een grote groep concentratiekampgevangenen werd op schepen vastgezet zonder voedsel, waarna de RAF denkend dat het militaire transporten waren, deze in de grond boorde. Overlevenden die naar wal zwommen werden door SS'ers doodgeschoten. Er zijn aanwijzingen dat Dönitz dit had kunnen weten, maar zich hier opzettelijk van distantieerde. Ook na Hitlers zelfmoord had Dönitz een buste van Hitler in zijn kantoor. De NSDAP (waarvan hij zoals gezegd lid was) bleef in stand en aanvankelijk werden ook alle gebruiken, insignes, vlaggen en protocollen van de naziregering, inclusief de Hitlergroet, behouden. 
Ook na zijn veroordeling bleef Dönitz een antisemiet: in 1953 zou hij tegen Albert Speer hebben verklaard dat als de Amerikanen in plaats van de Joden het voor het zeggen hadden, hij allang vrij zou zijn geweest.
Karl Dönitz overleed op 89-jarige leeftijd.

## Militaire loopbaan
- Seekadett: 1 april 1910[5][6]
- Fähnrich zur See: 15 april 1911[5][6]
- Leutnant zur See: 27 september 1913[5][6]
- Oberleutnant Zur See: 22 maart 1916[5][6]
- Kapitänleutnant: 10 januari 1921[5][6]
- Korvettenkapitän: 1 november 1928[5][6]
- Fregattenkapitän: 1 oktober 1933[5][6]
- Kapitän zur See: 1 oktober 1935[5][6]
- Kommodore: 28 januari 1939[5][7]
- Konteradmiral: 1 oktober 1939[5][6]
- Vizeadmiral: 1 september 1940[5][6]
- Admiral: 14 maart 1942[5][6]
- Großadmiral: 30 januari 1943[5][6]

## Decoraties
- Ridderkruis van het IJzeren Kruis op 21 april 1940 als Konteradmiral en Bevelhebber van de Onderzeeboten[5][7][8][9][10]
- Ridderkruis van het IJzeren Kruis met Eikenloof (nr.223) op 6 april 1943 als Grossadmiral en Opperbevelhebber van de Kriegsmarine en Bevelhebber van de Onderzeeboten[5][7][8][9][10]
- IJzeren Kruis 1914, 1e Klasse (5 mei 1916[5][7]) en 2e Klasse (7 november 1914[5][7])
- Herhalingsgesp bij IJzeren Kruis 1939, 1e Klasse (20 december 1939[5][7][8]) en 2e Klasse (18 september 1939[5][7][8])[9]
- Algemeen Ereteken (Pruisen) in zilver op 7 juni 1913[5][7]
- Frederikskruis, 1e Klasse in 17 januari 1916[5][7][9]
- IJzeren Halve Maan op 7 november 1914[5][7]
- Liyakat Medaille met Sabel op 7 november 1914[5][7]
- Orde van Mejidie, 4e Klasse op 13 maart 1917[5][7]
- Medaille ter Herinnering aan de 13e Maart 1938 op 20 december 1939[5][7]
- Ridderkruis in de Huisorde van Hohenzollern met Zwaarden op 10 juni 1918[5][7]
- Gouden Ereteken van de NSDAP op 30 januari 1944[7][8][9]
- Speciale Onderzeebootoorlogsinsigne 1939 met Briljanten in 1943[9]
- Onderzeebootoorlogsinsigne (1918)
- Kruis voor Militaire Verdienste (Oostenrijk-Hongarije), 3e Klasse met Oorlogsdecoratie op 24 december 1917[5][7]
- Commandeur in de Militaire Orde van Savoye op 7 november 1941[5][7][8]
- Orde van Michaël de Dappere, 2e Klasse (12 april 1943)[8][9] en 3e Klasse (12 april 1943)[8]
- Grootkruis in de Orde van de Rijzende Zon op 11 september 1943[7][8][9]
- Grootkruis in de Orde van Verdienste ter Zee (Spanje) in Wit op 10 juli 1940
- Dienstonderscheiding van Leger en Marine, 1e Klasse (25 dienstjaren) op 2 oktober 1936[7][8][9]
- Ridders der Eerste Klasse in de Orde van het Zwaard op 12 april 1936[5]
- Commandeurskruis in de Orde van Verdienste op 20 augustus 1938[5][7][9]
- Gezamenlijke Piloot-Observatiebadge in Goud met Diamanten in 1943?[8][9][11]
- Duitse Orde in mei 1945[9]
- Militaire kruis voor Verdienste (Spanje) in Wit op 10 juni 1940[5][9]
- Erekruis voor Frontstrijders in de Wereldoorlog op 30 januari 1935[5][7]
- Grootkruis in de Orde van het Vrijheidskruis met Zwaarden als Grootadmiraal op 11 april 1944[7][8]
- Hij werd meerdere malen genoemd in het Wehrmachtsbericht. Dat gebeurde op:
  - 14 maart 1942[7][9][12]
  - 5 mei 1945[7][9][13]

## Publicaties van Dönitz
- Die Fahrten der "Breslau" im Schwarzen Meer (1917) ISBN 9783941555174
- Die Kreuzerfahrten der Goeben und Breslau (samen met Theodor Krauss; 1933)
- Die U-Bootswaffe (1939)
- Feind im Fadenkreuz. U-Boot auf Jagd im Atlantik (door Werner Hartmann en Gerhart Weise met voorwoord van Dönitz, 1942)
- Zehn Jahre und zwanzig Tage (1958) ISBN 9783763751860
- Angriff, ran, versenken. Die U-Boot-Schlacht im Atlantik (door Karl Alman, met voorwoord van Dönitz, 1965) ISBN 978-3788116637
- Mein wechselvolles Leben (1968)
- Deutsche Strategie zur See im Zweiten Weltkrieg. Die Antworten des Großadmirals auf 40 Fragen (1970) ISBN 978-3763751006